# Soft serve

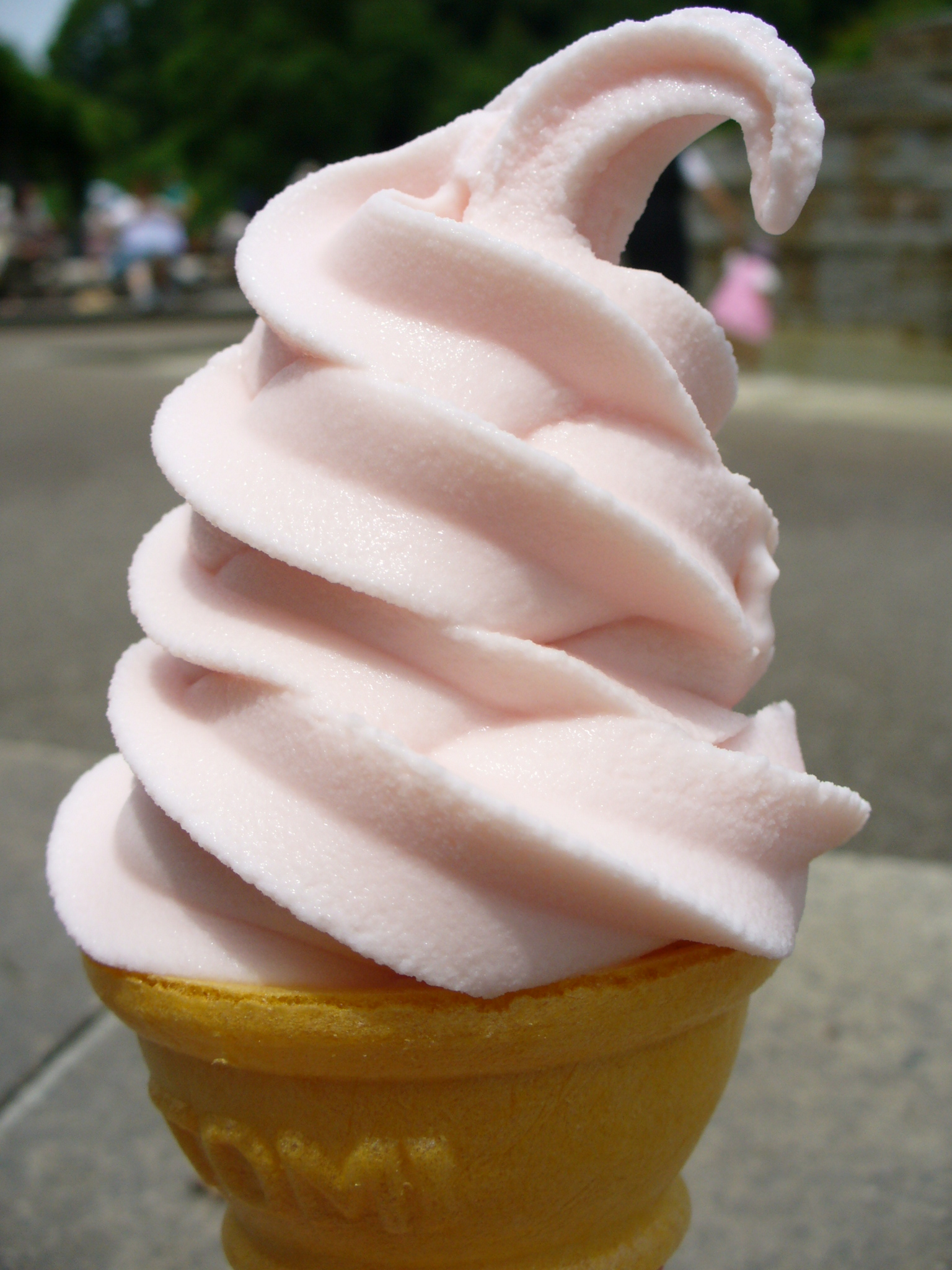
Soft serve dưới dạng vỏ kem ốc quế

Soft serve còn gọi là soft ice, là món tráng miệng đông lạnh, tương tự như kem nhưng mềm hơn và ít đặc hơn do không khí được đưa vào trong quá trình đông lạnh. Soft serve được bày bán thương mại từ cuối thập niên 1930 ở Mỹ. Ngay tại nước Mỹ, soft serve không được bán đóng gói sẵn trong siêu thị mà phổ biến ở các hội chợ, lễ hội, công viên giải trí, nhà hàng (đặc biệt là thức ăn nhanh và tự chọn), và các cửa hàng đặc sản. Tất cả kem phải được đông lạnh nhanh chóng để tránh tinh thể phát triển.
Charles Taylor ở Buffalo, New York, được cấp bằng sáng chế cho một máy làm kem tự động vào năm 1926, được cho là máy làm kem soft serve đầu tiên. Công ty Taylor của ông tiếp tục sản xuất máy làm kem McDonald. Cuối tuần trong Ngày Tưởng niệm năm 1934, Tom Carvel, người sáng lập thương hiệu và nhượng quyền thương mại Carvel đã bị thủng lốp khi đang lái chiếc xe bán kem ở Hartsdale, New York. Carvel bèn tấp vào một bãi đậu xe và bắt đầu bán món kem tan chảy cho những người đi nghỉ bằng xe hơi. Trong vòng hai ngày, ông đã bán toàn bộ nguồn cung cấp kem của mình và kết luận rằng cả một địa điểm cố định và các món tráng miệng đông lạnh mềm (thay vì cứng) đều là những ý tưởng kinh doanh tiềm năng. Năm 1936, Carvel mở cửa hàng bán kem soft serve đầu tiên trên địa điểm xe tải bị hỏng ban đầu và phát triển công thức làm kem soft serve bí mật cũng như máy làm kem nhiệt độ siêu thấp được cấp bằng sáng chế.
Dairy Queen cũng tuyên bố phát minh ra kem soft serve. Năm 1938, ở gần Moline, Illinois, J. F. McCullough và người con trai tên là Alex, đã phát triển công thức làm kem soft serve của riêng mình. Thử nghiệm bán hàng đầu tiên của hai cha con là vào ngày 4 tháng 8 năm 1938 ở Kankakee, Illinois, ngay tại cửa hàng của người bạn tên là Sherb Noble. Trong vòng hai giờ kể từ khi bán thử "tất cả những gì bạn có thể ăn được", họ đã cung cấp tới hơn 1.600 phần ăn—hơn một lần cứ sau 4,5 giây.